# Liman dell'Anadyr'
Il liman dell'Anadyr' (in russo Анадырский лиман) è l'ampia insenatura situata alla foce del fiume Anadyr', che si getta nel mare di Bering, in Russia, presso il golfo dell'Anadyr'. Amministrativamente fa parte dell'Anadyrskij rajon, nel Circondario federale dell'Estremo Oriente.

## Geografia
Il liman, che si apre verso est, si restringe a ovest per poi dividersi in altre due importanti insenature: la baia Onemen (залив Онемен) dove sfociano l'Anadyr' e la Velikaja, e il liman del Kančalan (Канчаланский лиман), dove sfocia l'omonimo fiume.
Nella parte meridionale del liman sfociano anche il fiume Tret'ja Rečka (Третья речка, letteralmente "terzo fiume"), detto anche Rečka 3a (Речка 3-я), e l'Avtatkuul' (Автаткууль). Due cordoni litorali separano il liman dell'Anadyr dal golfo omonimo: la Zemlëj Geka (Землёй Гека) a sud e, a nord, la Russkaja Koška (Русская Кошка) lunga 16 km, al cui termine si trova un faro. La Russkaja Koška racchiude a sua volta la piccola baia Klinkovstrëma (бухта Клинковстрёма).
Nella parte nord-ovest, sulle rive opposte del passaggio tra il liman e la baia Onemen, si trovano due insediamenti: la città di Anadyr' e il villaggio di Ugol'nye Kopi. Nei pressi c'è la piccola isola Aljumka (Алюмка) dotata di un faro di navigazione.

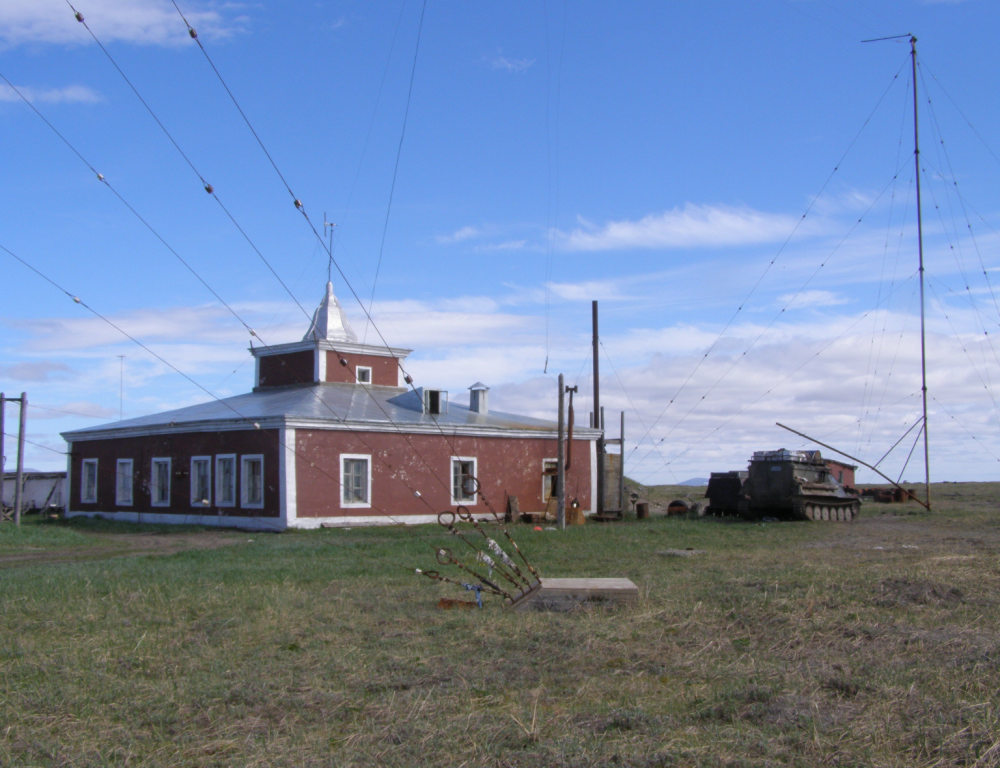
Il faro sulla Russkaja Koška

### Fauna
Nelle acque del liman si trova il salmone rosa, il salmone keta, il salmerino, la Clupea, alcuni pesci appartenenti al genere Eleginus, alla famiglia Osmeridae (Osmerus mordax dentex e Osmerus eperlanus) e alla famiglia Gobiidae.